# Marian Pilot

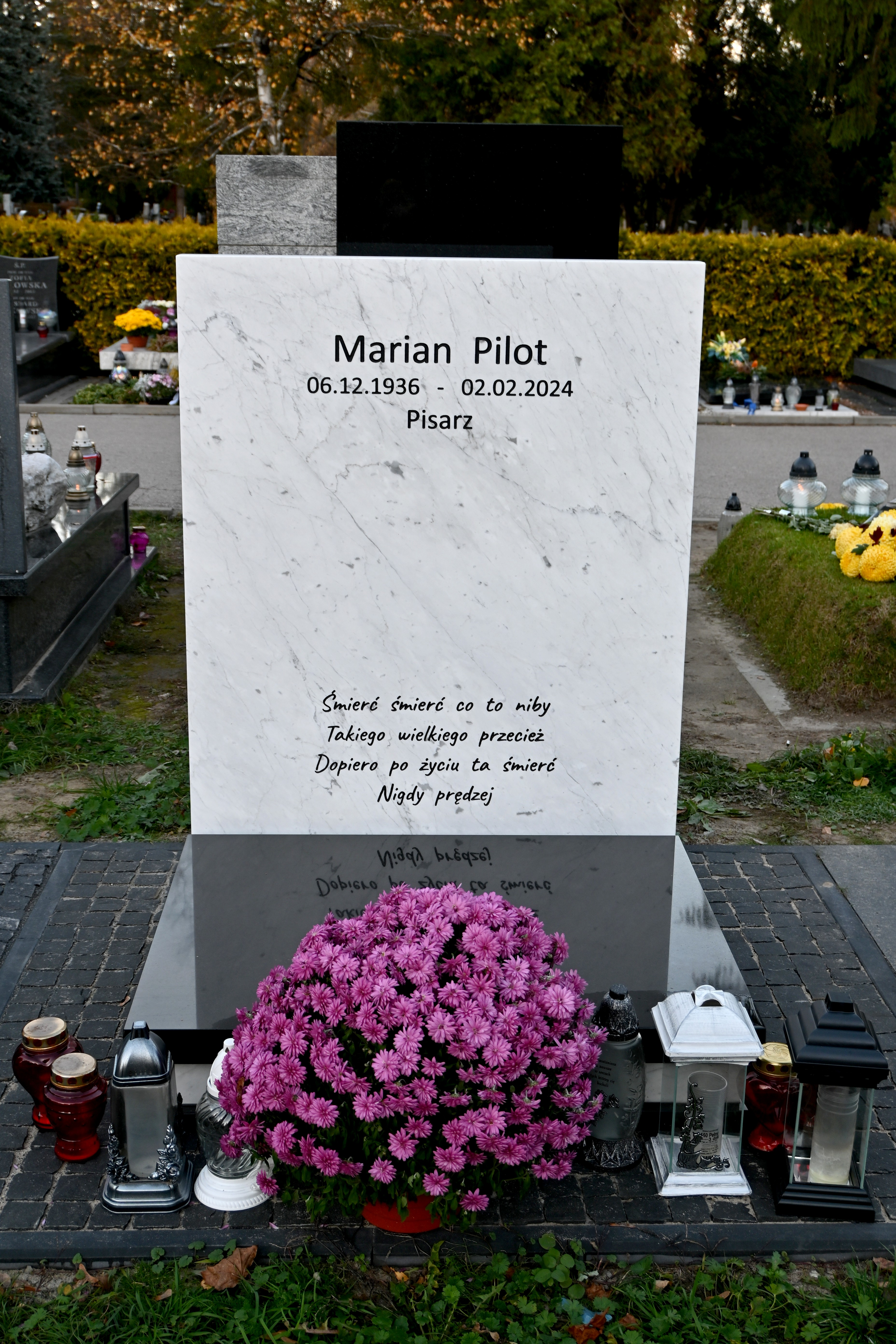
Grób Mariana Pilota na Cmentarzu Wojskowym na Powązkach

Marian Pilot (ur. 6 grudnia 1936 w Siedlikowie, zm. 2 lutego 2024 w Warszawie) – polski pisarz współczesny, dziennikarz i scenarzysta filmowy.

## Życiorys
Ukończył Liceum Ogólnokształcące w Ostrzeszowie w 1953. Jest absolwentem wydziału dziennikarstwa na Uniwersytecie Warszawskim. Od 1954 był członkiem ZMP. W 1958 pracował w dziale kulturalnym PAP. Następnie pracował w redakcji „Wiadomości Filmowych” (1958-1960) i „Na przełaj” (1960-1967) jako kierownik działu kulturalnego. W 1967 został członkiem ZLP. W latach 1967–1978 pełnił funkcję kierownika działu prozy „Tygodnika Kulturalnego”. Od 1972 należał do ZSL. Od grudnia 1981 pracował w redakcji filmów fabularnych Telewizji Polskiej, a od grudnia 1982 w LSW jako główny specjalista w zakresie literatury pięknej. W latach 2003–2006 członek rady nadzorczej TVP. Zmarł 2 lutego 2024 w Warszawie a 14 lutego 2024 spoczął na Cmentarzu Powązkowskim w Warszawie.

## Nagrody i odznaczenia
W 1966 roku dostał Nagrodę im. Stanisława Piętaka za powieść Sień. W 1987 roku otrzymał Złoty Krzyż Zasługi. Odznaczony odznaką Zasłużony Działacz Kultury. W 1989 otrzymał nagrodę Funduszu Literatury w dziedzinie reportażu. Od 30 kwietnia 2009 roku honorowy obywatel miasta Ostrzeszów. W tym samym roku otrzymał również nagrodę literacką im. Władysława Reymonta.
Jego powieść Pióropusz zdobyła Nagrodę Literacką „Nike” 2011. W 2012 wraz z poetą Adamem Wagą wydał książkę zatytułowaną Obol/Postanowienia końcowe (ISBN 978-83-08-04874-0). W 2022 jego debiut poetycki Dzikie mięso zajął I miejsce w XVIII Ogólnopolskim Konkursie Literackim im. Artura Fryza oraz otrzymał nominację do Literackiej Nagrody Europy Środkowej „Angelus” 2022.

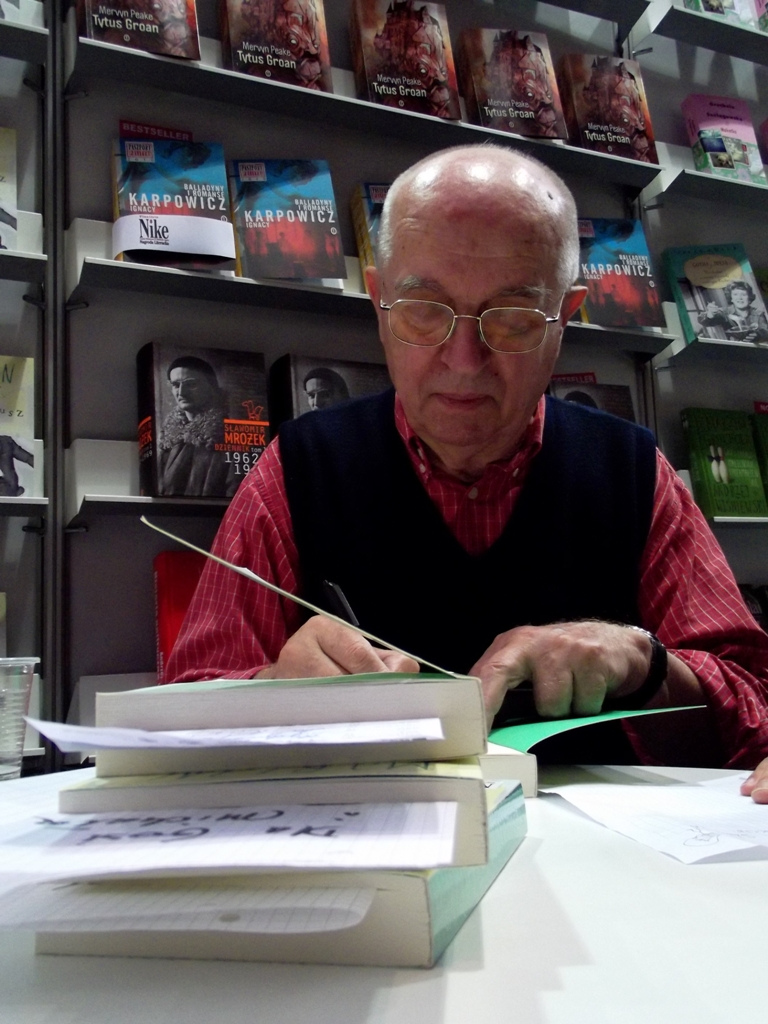
Marian Pilot podczas Targów Książki w Warszawie (2011)

## Publikacje
- Dzikie mięso, Kraków 2021.
- Niebotyki, Kraków 2017 (zbiór opowiadań).
- Osobnik, Kraków 2013 (powieść)
- Nowy matecznik, Kraków 2012 (poszerzone wydanie esejów z 1988).
- Zabawna zabawka albo Vin d'adieu, Warszawa 2012 (opowiadanie).
- Ssapy, szkudły, świętojanki: słownik dawnej gwary Siedlikowa, Warszawa 2011, Ostrzeszów 2012.
- Pióropusz, Kraków 2010, 2011 (powieść).
- Gody, Warszawa 2009 (opowiadanie).
- Cierpki, oboki, nice: bardzo małe opo, Warszawa 2006.
- Na odchodnym: opowieści i opowiadania, Warszawa 2002.
- Bitnik Gorgolewski, Warszawa 1989 (powieść).
- Matecznik, Warszawa 1988 (eseje).
- W słońcu, w deszczu (powieść), Warszawa 1981.
- Ciżba: opowiadania i opowieści, Warszawa 1980.
- Wykidajło, Warszawa 1980 (opowiadania).
- Jednorożec, Warszawa 1978, 1981 (powieść).
- Karzeł pierwszy, król tutejszy; Tam, gdzie much nie ma albo brzydactwa, Warszawa 1976 (opowiadania).
- Zakaz zwałki, Warszawa 1974 (powieść).
- Pantałyk, Warszawa 1970, Kraków 2012 (opowiadania).
- Majdan, Warszawa 1969 (powieść).
- Opowieści świętojańskie, Warszawa 1966.
- Sień, Warszawa 1965, 1989 (powieść).
- Panny szczerbate: opowiadania, Warszawa 1962, 1977.

## Filmografia
- 1997: Historia o proroku Eliaszu z Wierszalina – scenariusz
- 1987: Ucieczka z miejsc ukochanych – dialogi
- 1984: Pan na Żuławach – autor scenariusza
- 1979: W słońcu i w deszczu – autor scenariusza